# Pallavolo ai Giochi della XXXI Olimpiade - Qualificazioni al torneo femminile (FIVB - girone A)
Le qualificazioni mondiali di pallavolo femminile ai Giochi della XXXI Olimpiade (girone A) si sono svolte dal 14 al 22 maggio 2016 a Tokyo, in Giappone: al torneo hanno partecipato otto squadre nazionali e le prime tre classificate e la prima asiatica e oceaniana classificata si sono qualificate per i Giochi della XXXI Olimpiade.

## Impianti
|                                                                                  |  |  |
|                                                                                  |  |  |
| Tokyo Metropolitan Gymnasium Città: Tokyo Capienza: 10 000 Anno d'apertura: 1952 |  |  |

## Regolamento

### Formula
Le squadre hanno disputato un'unica fase con formula del girone all'italiana.

### Criteri di classifica
Se il risultato finale è stato di 3-0 o 3-1 sono stati assegnati 3 punti alla squadra vincente e 0 a quella sconfitta, se il risultato finale è stato di 3-2 sono stati assegnati 2 punti alla squadra vincente e 1 a quella sconfitta.
L'ordine del posizionamento in classifica è stato definito in base a:
- Numero di partite vinte;
- Punti;
- Ratio dei set vinti/persi;
- Ratio dei punti realizzati/subiti;
- Risultati degli scontri diretti.

## Squadre partecipanti
| Squadra         | Qualificazione                              |
| --------------- | ------------------------------------------- |
| Corea del Sud   | 2ª nel ranking AVC                          |
| Giappone        | Paese organizzatore                         |
| Italia          | 3ª nel torneo di qualificazione europeo     |
| Kazakistan      | 4ª nel ranking AVC                          |
| Paesi Bassi     | 2ª al torneo di qualificazione europeo      |
| Perù            | 2ª al torneo di qualificazione sudamericano |
| Rep. Dominicana | 2ª torneo di qualificazione nordamericano   |
| Thailandia      | 3ª nel ranking AVC                          |

## Torneo

### Risultati
| 14 maggio 2016 Tokyo Metropolitan Gymnasium, Tokyo Durata: 1h:51 - Spettatori: 2 500  | Corea del Sud   | 1 - 3 | Italia          | 17-25, 20-25, 27-25, 18-25        |
| 14 maggio 2016 Tokyo Metropolitan Gymnasium, Tokyo Durata: 1h:57 - Spettatori: 3 000  | Thailandia      | 3 - 1 | Rep. Dominicana | 26-24, 26-28, 25-16, 25-20        |
| 14 maggio 2016 Tokyo Metropolitan Gymnasium, Tokyo Durata: 1h:26 - Spettatori: 4 600  | Kazakistan      | 1 - 3 | Paesi Bassi     | 12-25, 25-21, 14-25, 8-25         |
| 14 maggio 2016 Tokyo Metropolitan Gymnasium, Tokyo Durata: 1h:26 - Spettatori: 10 000 | Giappone        | 3 - 0 | Perù            | 25-23, 25-10, 25-14               |
| 15 maggio 2016 Tokyo Metropolitan Gymnasium, Tokyo Durata: 1h:28 - Spettatori: 1 800  | Italia          | 3 - 1 | Thailandia      | 15-25, 25-16, 25-17, 25-16        |
| 15 maggio 2016 Tokyo Metropolitan Gymnasium, Tokyo Durata: 1h:29 - Spettatori: 2 500  | Perù            | 3 - 0 | Rep. Dominicana | 25-22, 25-16, 26-24               |
| 15 maggio 2016 Tokyo Metropolitan Gymnasium, Tokyo Durata: 1h:32 - Spettatori: 4 300  | Paesi Bassi     | 0 - 3 | Corea del Sud   | 27-29, 23-25, 21-25               |
| 15 maggio 2016 Tokyo Metropolitan Gymnasium, Tokyo Durata: 1h:20 - Spettatori: 9 500  | Giappone        | 3 - 0 | Kazakistan      | 25-14, 25-15, 25-11               |
| 17 maggio 2016 Tokyo Metropolitan Gymnasium, Tokyo Durata: 1h:47 - Spettatori: 500    | Kazakistan      | 1 - 3 | Perù            | 25-19, 22-25, 23-25, 23-25        |
| 17 maggio 2016 Tokyo Metropolitan Gymnasium, Tokyo Durata: 1h:26 - Spettatori: 1 500  | Rep. Dominicana | 0 - 3 | Italia          | 22-25, 23-25, 23-25               |
| 17 maggio 2016 Tokyo Metropolitan Gymnasium, Tokyo Durata: 1h:06 - Spettatori: 2 800  | Thailandia      | 0 - 3 | Paesi Bassi     | 14-25, 16-25, 20-25               |
| 17 maggio 2016 Tokyo Metropolitan Gymnasium, Tokyo Durata: 1h:59 - Spettatori: 9 600  | Corea del Sud   | 3 - 1 | Giappone        | 28-26, 25-17, 17-25, 25-19        |
| 18 maggio 2016 Tokyo Metropolitan Gymnasium, Tokyo Durata: 1h:09 - Spettatori: 420    | Perù            | 0 - 3 | Italia          | 19-25, 16-25, 17-25               |
| 18 maggio 2016 Tokyo Metropolitan Gymnasium, Tokyo Durata: 1h:14 - Spettatori: 1 000  | Kazakistan      | 0 - 3 | Corea del Sud   | 16-25, 11-25, 21-25               |
| 18 maggio 2016 Tokyo Metropolitan Gymnasium, Tokyo Durata: 1h:18 - Spettatori: 2 200  | Paesi Bassi     | 3 - 0 | Rep. Dominicana | 25-22, 25-18, 25-21               |
| 18 maggio 2016 Tokyo Metropolitan Gymnasium, Tokyo Durata: 2h:43 - Spettatori: 10 000 | Giappone        | 3 - 2 | Thailandia      | 20-25, 25-23, 23-25, 25-23, 15-13 |
| 20 maggio 2016 Tokyo Metropolitan Gymnasium, Tokyo Durata: 1h:06 - Spettatori: 850    | Thailandia      | 3 - 0 | Kazakistan      | 25-18, 25-19, 25-15               |
| 20 maggio 2016 Tokyo Metropolitan Gymnasium, Tokyo Durata: 1h:44 - Spettatori: 1 450  | Corea del Sud   | 3 - 1 | Perù            | 18-25, 25-22, 25-14, 25-21        |
| 20 maggio 2016 Tokyo Metropolitan Gymnasium, Tokyo Durata: 1h:08 - Spettatori: 2 200  | Italia          | 0 - 3 | Paesi Bassi     | 21-25, 21-25, 14-25               |
| 20 maggio 2016 Tokyo Metropolitan Gymnasium, Tokyo Durata: 1h:31 - Spettatori: 10 000 | Rep. Dominicana | 0 - 3 | Giappone        | 22-25, 16-25, 25-27               |
| 21 maggio 2016 Tokyo Metropolitan Gymnasium, Tokyo Durata: 2h:02 - Spettatori: 2 500  | Corea del Sud   | 2 - 3 | Thailandia      | 25-19, 25-22, 27-29, 24-26, 12-15 |
| 21 maggio 2016 Tokyo Metropolitan Gymnasium, Tokyo Durata: 1h:37 - Spettatori: 2 800  | Kazakistan      | 1 - 3 | Rep. Dominicana | 20-25, 25-22, 12-25, 20-25        |
| 21 maggio 2016 Tokyo Metropolitan Gymnasium, Tokyo Durata: 1h:03 - Spettatori: 4 400  | Perù            | 0 - 3 | Paesi Bassi     | 16-25, 14-25, 17-25               |
| 21 maggio 2016 Tokyo Metropolitan Gymnasium, Tokyo Durata: 2h:29 - Spettatori: 10 000 | Giappone        | 2 - 3 | Italia          | 25-23, 25-27, 25-27, 25-21, 9-15  |
| 22 maggio 2016 Tokyo Metropolitan Gymnasium, Tokyo Durata: 1h:17 - Spettatori: 1 500  | Rep. Dominicana | 3 - 0 | Corea del Sud   | 25-23, 25-11, 28-26               |
| 22 maggio 2016 Tokyo Metropolitan Gymnasium, Tokyo Durata: 1h:15 - Spettatori: 2 800  | Thailandia      | 3 - 0 | Perù            | 25-17, 26-24, 25-23               |
| 22 maggio 2016 Tokyo Metropolitan Gymnasium, Tokyo Durata: 1h:11 - Spettatori: 4 200  | Italia          | 3 - 0 | Kazakistan      | 25-22, 25-16, 25-19               |
| 22 maggio 2016 Tokyo Metropolitan Gymnasium, Tokyo Durata: 2h:18 - Spettatori: 10 000 | Paesi Bassi     | 2 - 3 | Giappone        | 25-20, 13-25, 25-21, 30-32, 11-15 |

### Classifica
| Pos | Squadra         | Pt | G | V | P | SV | SP | Ratio | PF  | PS  | Ratio |
| --- | --------------- | -- | - | - | - | -- | -- | ----- | --- | --- | ----- |
| 1   | Italia          | 17 | 7 | 6 | 1 | 18 | 7  | 2.571 | 586 | 517 | 1.133 |
| 2   | Paesi Bassi     | 16 | 7 | 5 | 2 | 17 | 7  | 2.428 | 571 | 465 | 1.227 |
| 3   | Giappone        | 14 | 7 | 5 | 2 | 18 | 10 | 1.800 | 644 | 571 | 1.127 |
| 4   | Corea del Sud   | 13 | 7 | 4 | 3 | 15 | 11 | 1.363 | 597 | 577 | 1.034 |
| 5   | Thailandia      | 12 | 7 | 4 | 3 | 15 | 12 | 1.250 | 597 | 592 | 1.008 |
| 6   | Rep. Dominicana | 6  | 7 | 2 | 5 | 7  | 16 | 0.437 | 517 | 542 | 0.953 |
| 7   | Perù            | 6  | 7 | 2 | 5 | 7  | 16 | 0.437 | 462 | 549 | 0.841 |
| 8   | Kazakistan      | 0  | 7 | 0 | 7 | 3  | 21 | 0.142 | 426 | 587 | 0.725 |

## Podio

### Campione
Formazione: 1 Serena Ortolani, 2 Ofelia Malinov, 4 Alessia Orro, 6 Monica De Gennaro, 7 Martina Guiggi, 8 Alessia Gennari, 9 Nadia Centoni, 11 Cristina Chirichella, 12 Francesca Piccinini, 15 Antonella Del Core, 16 Myriam Sylla, 18 Paola Egonu, 19 Immacolata Sirressi, 20 Anna Danesi, CT: Marco Bonitta

### Secondo posto
Formazione: 1 Kirsten Knip, 2 Femke Stoltenborg, 3 Yvon Beliën, 4 Celeste Plak, 5 Robin de Kruijf, 6 Maret Grothues, 7 Quinta Steenbergen, 8 Judith Pietersen, 9 Myrthe Schoot, 10 Lonneke Slöetjes, 11 Anne Buijs, 14 Laura Dijkema, 16 Debby Stam, 22 Nicole Koolhaas, CT: Giovanni Guidetti

### Terzo posto
Formazione: 1 Miyu Nagaoka, 2 Haruka Miyashita, 3 Saori Kimura, 5 Arisa Satō, 6 Yurie Nabeya, 7 Mai Yamaguchi, 8 Sarina Koga, 9 Haruyo Shimamura, 10 Aki Maruyama, 11 Erika Araki, 12 Yuki Ishii, 16 Saori Sakoda, 18 Kotoki Zayasu, 20 Kanami Tashiro, CT: Masayoshi Manabe

## Classifica finale
| Pos | Squadra         | Qualificazione              |
| --- | --------------- | --------------------------- |
|     | Italia          | Giochi della XXXI Olimpiade |
|     | Paesi Bassi     | Giochi della XXXI Olimpiade |
|     | Giappone        | Giochi della XXXI Olimpiade |
| 4   | Corea del Sud   | Giochi della XXXI Olimpiade |
| 5   | Thailandia      |                             |
| 6   | Rep. Dominicana |                             |
| 7   | Perù            |                             |
| 8   | Kazakistan      |                             |